# John Balfanz
John Carlyle Balfanz (* 23. Juni 1940 in Minneapolis; † 11. November 1991 in Littleton, Colorado) war ein US-amerikanischer Skispringer.

## Werdegang

### Skisprungkarriere
Balfanz stand im Alter von sechs Jahren erstmals auf Skiern und begann aktiv mit dem Skispringen. Nur ein Jahr später gewann er seinen ersten Wettbewerb. Mit 15 Jahren gewann er die Mittelamerika-Junioren-Meisterschaften. Von 1957 bis 1959 verpflichtete er sich bei der United States Army und war dabei stationiert in Fort Carson und später in Karlsruhe. Deshalb konnte er auch keine Qualifikation für die Olympischen Winterspiele 1960 erlangen.
Bei der Nordischen Skiweltmeisterschaft 1962 in Zakopane erreichte er von der Normalschanze Platz 60 und von der Großschanze Platz 32. Im Dezember 1962 startete er mit einem siebenten Platz in Oberstdorf in die Vierschanzentournee 1962/63. Am Ende belegte er nach den Plätzen sechs und fünf und einem dritten Platz in Bischofshofen den vierten Platz in der Gesamtwertung. Auf Grund dieses Erfolges wurde Balfanz in der Saison 1962/63 als Vierter der Skisprung-Weltrangliste geführt. Zur Tournee 1963/64 konnte er an diesen Erfolg nicht anknüpfen, erreichte aber dennoch Platz acht in der Gesamtwertung und damit die Qualifikation für die Olympischen Winterspiele 1964 in Innsbruck. Dort konnte er nach einem 10. Platz von der Normalschanze den 41. Platz von der Großschanze erreichen. Bei der Vierschanzentournee 1964/65 startete Balfanz nur in Oberstdorf und erreichte dort nur den 33. Platz. 1965 sprang er mit 99 Metern auf dem Pine Mountain Jump in Iron Mountain, Michigan US-amerikanischen Rekord. Zur Vierschanzentournee 1965/66 startete Balfanz wieder bei allen Springen, eine vordere Platzierung blieb ihm jedoch verwehrt. Trotz des Misserfolgs gehörte er zum Aufgebot für die Nordischen Skiweltmeisterschaften 1966 in Oslo, wo er von der Normalschanze Platz 26 und von der Großschanze Platz 16 erreichte.
Bei der Vierschanzentournee 1967/68 landete Balfanz nur auf hinteren Rängen und blieb ohne Platzierung in der Gesamtwertung. Bei den Olympischen Winterspielen 1968 in Grenoble erreichte er mit Platz 33 von der Normalschanze und Platz 42 von der Großschanze ebenfalls nur mittelmäßige Platzierungen. Weil er sich bei den Olympischen Spielen eine schwere Verletzung zuzog, musste er im Anschluss seine Karriere beenden.

### Karriereende und Selbstmord
Nach seiner Karriere zählte er noch immer als bis dahin bester US-amerikanischer Skispringer und wurde deshalb 1980 in die U.S. National Ski Hall of Fame und 1989 in die Colorado Ski Hall of Fame aufgenommen. 1988 begann Balfanz seinen Kampf gegen den Handelskonzern Walmart. Während einer Handelsmesse in Denver warf er Walmart vor, durch den vermehrten Preisdruck das Leben der Menschen zu gefährden. Balfanz war zu dieser Zeit Regional-Verkaufsleiter beim Handschuhhersteller Wells Lamont Corp. Er verlor diesen Arbeitsplatz jedoch nach dem Vorfall in Denver. Ein Gericht in Adams County sprach Balfanz zwar 750.000 US-Dollar Entschädigung zu, ein Richter ordnete aber eine erneute Verhandlung an. Balfanz hat das Geld nie erhalten. Im Oktober 1991 wurde das Haus von Balfanz und seiner Frau versteigert und Balfanz aufgefordert mit seiner Frau am Tag nach Weihnachten das Haus zu verlassen. Am 11. November 1991 betrat Balfanz den Walmart in der Quebec Street in Littleton, Colorado, überreichte dem Verkäufer ein sechsseitiges Schreiben mit Aufforderung dies zu lesen. Im Anschluss daran schoss er sich mit einer Pistole in den Kopf. Balfanz war sofort tot.

## Erfolge

### Vierschanzentournee-Platzierungen
| Saison  | Platz | Punkte |
| ------- | ----- | ------ |
| 1962/63 | 4.    | 801    |
| 1963/64 | 8.    | 825    |

### Schanzenrekorde
| Ort           | Land               | Weite              | aufgestellt am | Rekord bis |
| ------------- | ------------------ | ------------------ | -------------- | ---------- |
| Iron Mountain | Vereinigte Staaten | 99,0 m (HS: 130 m) | 1965           | 1968       |